# 薩瓦納格蘭德 (洪都拉斯)
薩瓦納格蘭德（西班牙語：Sabanagrande），是洪都拉斯的城鎮，位於該國中部，由弗朗西斯科-莫拉桑省負責管轄，始建於1889年，面積255.32平方公里，海拔高度1,069米，2001年人口15,442，人口密度每平方公里60.48人。
13°48′N 87°16′W / 13.800°N 87.267°W